# 대한민국 헌법 제62조
대한민국 헌법 제62조는 대한민국 헌법의 조항이다. 국회의원의 의무에 대해서 서술하고 있다.

## 본문
①국무총리, 국무위원 또는 정부위원은 국회나 그 위원회에 출석하여 국정 처리상황을 보고하거나 의견을 진술하고 질문에 응답할 수 있다.

②국회나 그 위원회의 요구가 있을 때에는 국무총리,국무의원 또는 정부위원은 출석, 답변하여야 하며, 국무총리 또는 국무위원이 출석요구를 받은때에는 국무위원 또는 정부위원으로 하여금 출석,답변 할 수 있다.

## 같이 보기
- 대한민국 헌법 제3장
- 대한민국 국회